# Kroketa
Kroketa je malý kulatý kus jídla, vytvořený z masa, ryb nebo brambor. Výchozí surovina je nejprve nakrájena nebo rozemleta na malé kousky. Z této hmoty jsou vytvořené kuličky, které se obalí ve strouhance a osmaží nebo fritují.